# Echinopsis bolligeriana
Echinopsis bolligeriana är en kaktusväxtart som beskrevs av Mächler och Helmut Walter. Echinopsis bolligeriana ingår i släktet Echinopsis och familjen kaktusväxter. Inga underarter finns listade i Catalogue of Life.